# Tykmælk
Tykmælk er et mælkeprodukt, der er fremstillet i Danmark gennem hundreder af år. Oprindeligt fremstilledes det ved henstand af mælk, podet med sur mælk eller andre kulturholdige fødevarer. Nu anvender man sødmælk, der er homogeniseret og højpasteuriseret ved omkring 90 grader, og derefter syrnet med mælkesyrebakterier. Efter omkring et døgns syrning omrøres, nedkøles og emballeres det. Tykmælk er syrnet med en såkaldt DL-kultur, der er en blandingskultur af mælkesyrebakterier og Acidophilus-kultur, der giver en blød, frisk, syrlig og aromatisk smag. Tykmælk er et af de mest populære syrnede mælkeprodukter i Danmark.
| Mad og drikke | Spire Denne artikel om mad og drikke er en spire som bør udbygges. Du er velkommen til at hjælpe Wikipedia ved at udvide den. |